# David Mallet
Pour les articles homonymes, voir David Mallet (réalisateur) et Mallet.
David Mallet (1705-1765) est un dramaturge écossais.

## Biographie
Il a étudié à l'Université d'Édimbourg et se rendit à Londres en 1723 pour travailler comme tuteur privé. Là, il se lie d'amitié avec Alexander Pope, James Thomson et d'autres figures de la littérature, dont Lyttelton, Bolingbroke et Chesterfield.
Son ouvrage le plus connu a été écrit en 1723 : William and Margaret, adapté d'une ballade traditionnelle. En 1740, il a collaboré avec Thomson sur un masque, Alfred, dans lequel parut pour la première fois le Rule, Britannia!. Ses pièces de théâtre et sa poésie (par exemple Amyntor and Theodora), populaires à l'époque, sont largement oubliées (voir Lives of the Poets de Samuel Johnson), mais il était un personnage assez important pour être choisi par Bolingbroke comme son exécuteur littéraire. Les écrits de Bolingbroke ont été édités et publiés par Mallet en 1754.
Un extrait de son ouvrage The tragedy of Bowes apparaît dans The Bishoprick Garland 1834 par Sir Cuthbert Sharp (en).
Il est le père de Dorothea Celesia.

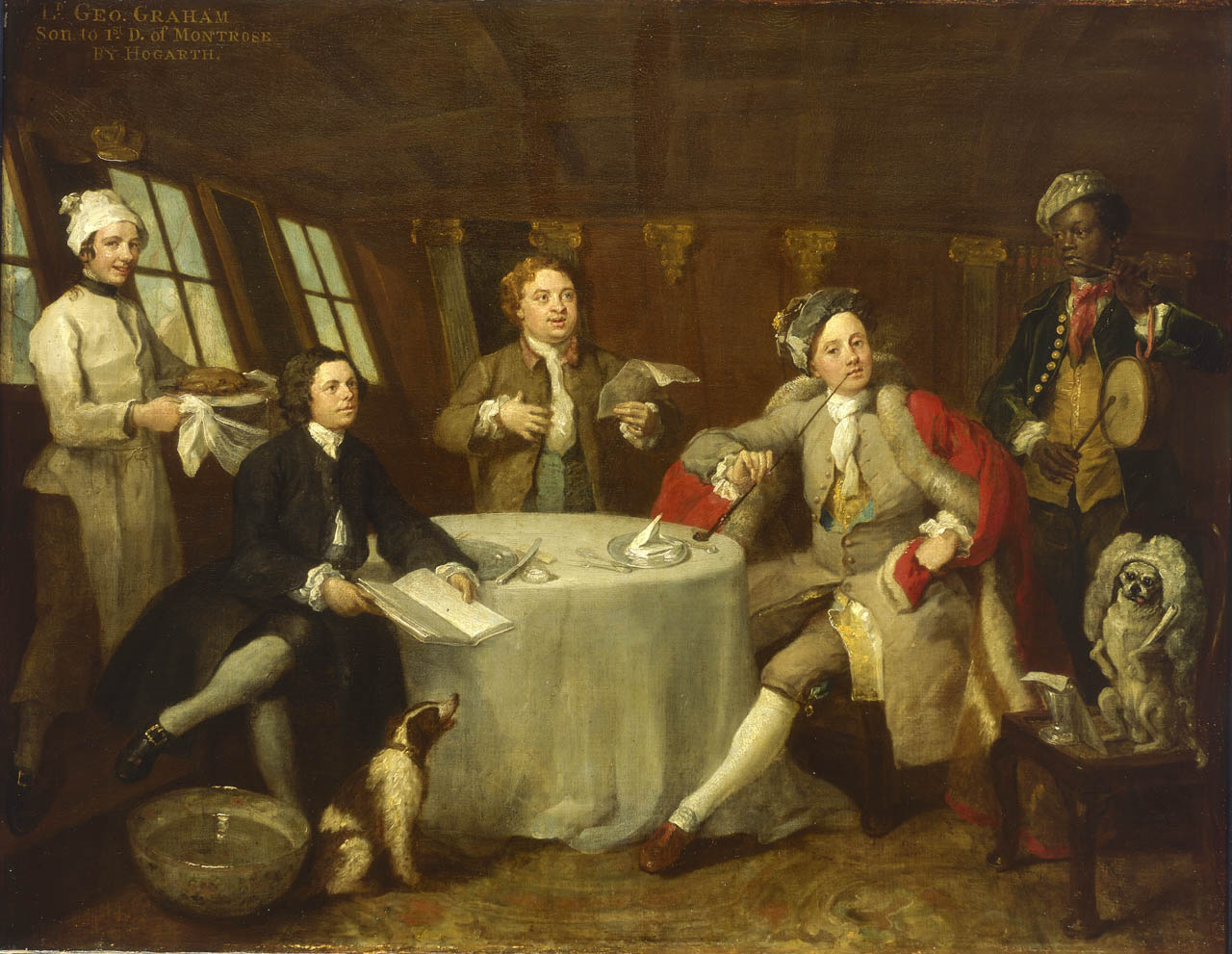
David Mallet représenté dans le tableau Captain Lord George Graham in his Cabin (en), peint par William Hogarth
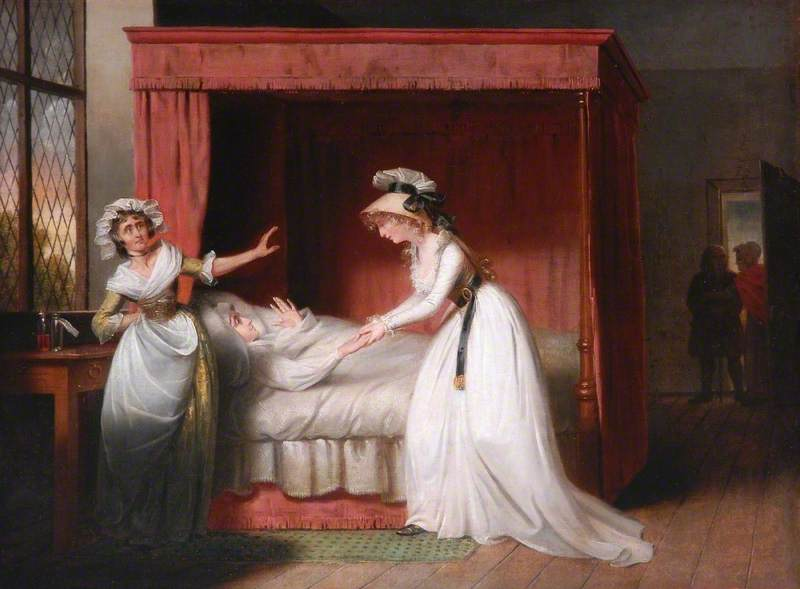
Edwin and Emma
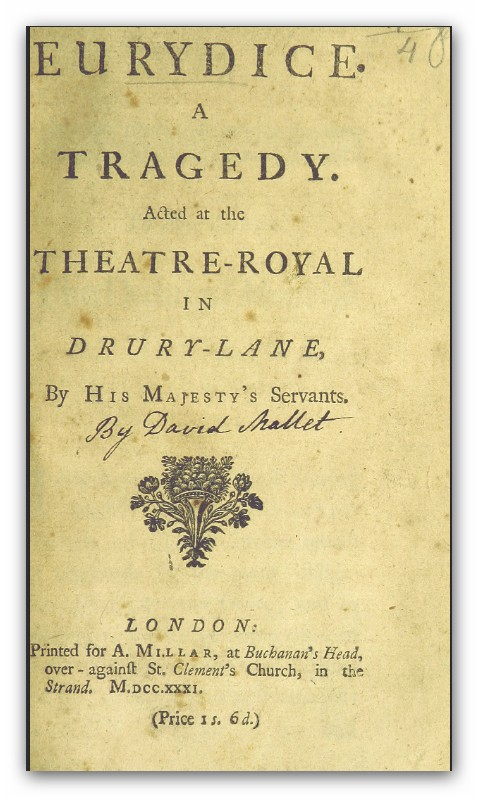
Eurydice

## Publications
- The Poetical works of David Mallet. With the life of the author, Edinburg : at the Apollo press, by the Martins, 1780

## Sources
- (en) Cet article est partiellement ou en totalité issu de l’article de Wikipédia en anglais intitulé « David Mallet » (voir la liste des auteurs).
- Sandro Jung, David Mallet, Anglo-Scot: Poetry, Patronage, and Politics in the Age of Union, 2008